# Appreciative Inquiry
Appreciative Inquiry, kurz AI, ist ein werteorientierter Ansatz aus der Team- und Organisationsentwicklung, der eine wertschätzende und affirmative Grundhaltung in Teams, Organisationen oder Gemeinwesen fördert, in der die wertschätzende Befragung (oder Erkundung) ein zentrales Element bildet. Es wurde in den 1980er Jahren von David Cooperrider von der Case Western Reserve University in den USA entwickelt.

## Einflüsse aus der Organisationsentwicklung
Als Methode zur Organisationsentwicklung hat sich Appreciative Inquiry viel von den Stärken anderer Methoden aus dem Feld der Organisationsentwicklung geborgt. Bei Harrison Owen mit „Open Space Technology“ wurde das Potenzial selbstorganisierter Prozesse sichtbar. Von den wegweisenden Arbeiten von Kathleen Dannemiller und ihrem Kollegen Charles Tyson und deren Methode „Whole Scale Change“ wurden viele Design- und Begleitungselemente für Großgruppen-Formate übernommen. Peter Senge – der Schöpfer der Lernenden Organisation – und seine Kollegen haben die Bedeutung des Dialogs für Veränderungsprozesse und Lernen herausgestellt. Von Marvin Weisbord und Sandra Janoff, Entwickler der Zukunftskonferenz, wurde der Ansatz „Das ganze System in einen Raum bringen und die Zukunft gestalten“ adaptiert.

## Die Bedeutung von Appreciative Inquiry (AI)
Appreciative lässt sich mit „anerkennend“, „würdigend“ und „wertschätzend“ übersetzen. Bei appreciative geht es um die Wertschätzung des Besten im Menschen (als Partner, Kollege, Mitarbeiter etc.) oder in der Welt, um uns herum. Es geht um das Bejahen und Bestätigen von Stärken, Erfolgen und Potenzialen aus der Vergangenheit und der Gegenwart sowie um das Aufspüren und Begreifen, welche belebenden Faktoren einem System (Team, Organisation, Kommune oder Netzwerk) Energie, Excellence oder Vitalität geben. Diese Faktoren werden antizipiert und in der Zukunft verstärkt.
Inquiry kommt von to inquire, was man mit „erkunden“ oder „untersuchen“ übersetzen kann. Es geht darum, gezielt Fragen zu stellen, um die Juwelen – das, was in den Teams oder der Organisation bereits gut funktioniert – zu entdecken. Darüber hinaus geht es darum, offen für Neues und bereit zu lernen zu sein.

## Grundidee von AI
Die Grundidee ist einfach: Menschen und Systeme bewegen sich in die Richtung, in die sie schauen; und die Fragen, die wir stellen, entscheiden darüber, was wir finden. AI konzentriert sich daher auf die Stärken, das Positive, das Potenzial eines Systems (z. B. Unternehmen, Organisation, Person) und stellt nicht die negativen Punkte in den Vordergrund. Im Gegensatz zu traditionellen Ansätzen werden beim AI Probleme nicht direkt bearbeitet, sondern in Änderungswünsche umformuliert.

## Einsatz von AI
Der Einsatz von AI ist dort angemessen, wo Fähigkeiten, Verhaltensweisen oder Leistungen eines ganzen Systems weiterentwickelt werden sollen oder wo es darum geht, die Zukunft dieses Systems zu entwerfen und neu zu gestalten. Das Kernelement von AI ist das „wertschätzende Interview“.

### Mögliche Einsatzfelder
- Firmenzusammenschlüsse
- neue Strategieplanungen
- die Erschließung neuer Geschäftsfelder.[2]

## Phasen des AI-Prozesses
Innerhalb der Appreciative Inquiry werden vier Phasen durchschritten:
DiscoveryEntdeckungsphase, Verstehen. Durch Interviews das Beste erkennen und verstehen.
DreamVisionen werden entworfen; es wird geträumt, was im besten Fall sein könnte,
DesignZukunftsentwurf; bearbeiten, was sein sollte, Visionen entwickeln. Entscheidungen treffen.
DestinyUmsetzungsphase; Festlegung, was geschehen wird. Neue Ideen verwirklichen.
AI-Prozesse können in unterschiedlicher Form, auch in Kombination davon, eingesetzt werden:
- als flächendeckender Prozess
- als Bestandteil eines Teamentwicklungs-Workshops
- als Bestandteil eines Veränderungsprojektes bei einem „AI-Summit“, einer Großveranstaltung, bei der die vier Phasen (wie oben) durchschritten werden.